# Bruce Bennett (Prison Break)
Bruce Bennett is een personage uit de televisieserie Prison Break. Hij heeft voor de gouverneur van Illinois, Frank Tancredi gewerkt. Hij heeft een goede relatie met Sara Tancredi, de dochter van Frank.
Sara vertrouwt Bruce en vroeg hem altijd om hulp als ze dat nodig had. Bruce Bennett is ontvoerd en later vermoord in de aflevering Shut Down. James Wyatt ontvoerde hem om de locatie van Sara, en daarmee ook die van Michael en zijn vrienden, aan hem te ontfutselen. Wyatt injecteert hem met drugs totdat Bruce de locatie prijsgeeft. Sara krijgt te horen over Bruce' dood in de daarop volgende aflevering.